# Tự do yêu đương

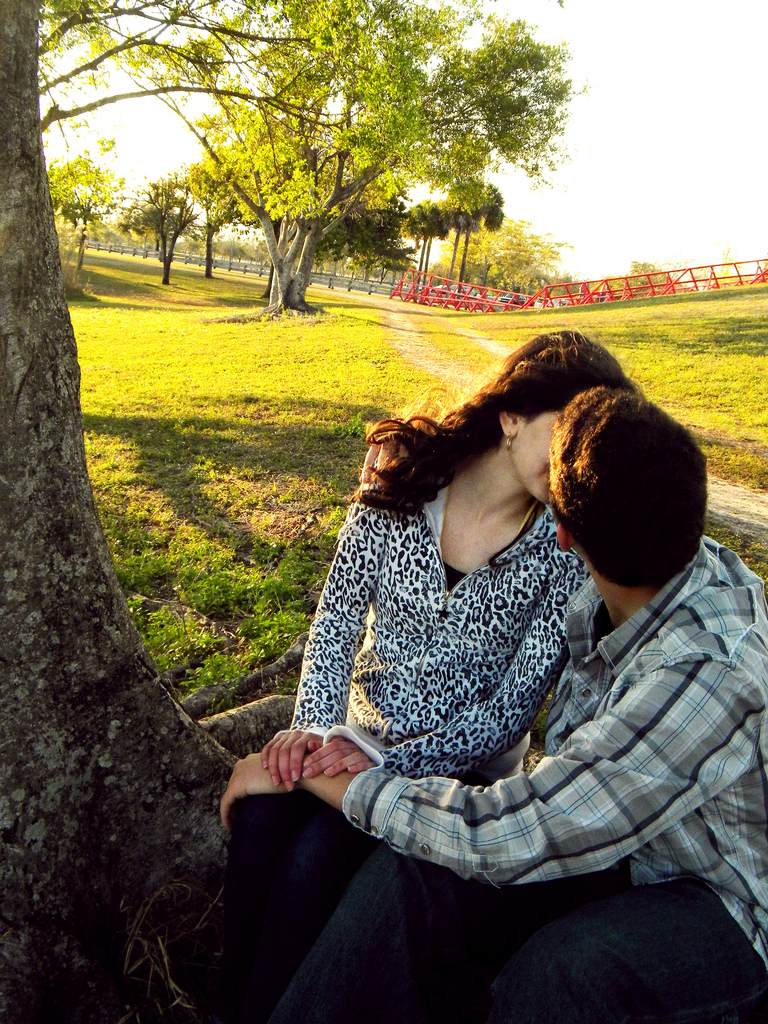
Một cảnh nam nữ hôn nhau

Tự do yêu đương hay tự do luyến ái là một phong trào xã hội kêu gọi chấp nhận mọi hình thức của tình yêu. Mục đích ban đầu của phong trào này là tách biệt sự can thiệp của nhà nước khỏi các vấn đề tình dục và yêu đương như hôn nhân, và tránh thai và ngoại tình, được cho là chỉ can dự đến chính những người trong mối quan hệ. Phong trào này ra đời từ khoảng thế kỷ 19 và được cộng đồng hippie hưởng ứng trong thập niên 1960.

## Trong lịch sử và văn hóa
Phần lớn truyền thống tự do yêu đương là một khía cạnh của tình trạng vô chính phủ (đối lập với việc chính phủ hay nhà nước cố gắng kiểm soát các vấn đề tình dục như hôn nhân, gia đình, kiểm soát sinh đẻ, dân số kế hoạch hóa gia đình, sống chung với nhau như vợ chồng và vấn đề ngoại tình, mãi dâm, mại dâm...) nó phản ánh một triết lý dân sự tự do chủ nghĩa nhằm tìm kiếm sự tự do, thoát khỏi sự ràng buộc của quy định pháp luật của nhà nước và can thiệp của nhà thờ Thiên Chúa giáo (đối với Phương Tây) thông qua một loạt hệ thống phép tắc trong quan hệ và hôn nhân cũng như những lễ giáo phong kiến và quan niệm xã hội khắt khe của Phương Đông trong các mối quan hệ cá nhân.

### Phương Đông
Vấn đề tự do yêu đương, tự do luyến ái được đề cập nhiều suốt trong thời kỳ dài của lịch sử. Ở Phương Đông, quan hệ cá nhân của con người trong lịch sử nhất là thời kỳ phong kiến bị ràng buộc bởi các quy tắc của xã hội, tôn giáo. Một số quan niệm xã hội khắt khen về quan hệ nam – nữ như Trung Quốc, Việt Nam, Nhật Bản, Triều Tiên... nên vấn đề tự do luyến ái ít được đề cập một cách rộng rãi. Tuy vậy văn hóa từ Phương Đông đến Phương Tây đều phản ánh tự do yêu đương trong các tác phẩm văn học, nghệ thuật dân gian, có những câu chuyện tình bất hủ như Truyện Kiều, Liêu Trai Chí Dị, Hồng Lâu Mộng...
Tại Trung Quốc thời nhà Thanh, dưới thời kỳ trị vì của vua Ung Chính và Càn Long kinh tế Trung Quốc phát triển, nền kinh tế tư bản đã manh nha xuất hiện trong khi chế độ phong kiến đang trên đà tan rã. Từ hoàn cảnh xã hội đó, tầng lớp thị dân thành thị đã ra đời với những nhu cầu thẩm mĩ văn hóa mới và tác phẩm Hồng lâu mộng ra đời sự chú trọng vào cuộc sống tinh thần của người thành thị, thể hiện tinh thần phê phán giáo điều cổ hủ, đòi tự do yêu đương và tự do hôn nhân, giải phóng cá tính.

### Phương Tây

Chuyện tình Romeo và Juliet, một cây chuyện cảm động về tự do yêu đương

Thời kỳ Phục Hưng ở phương Tây, nhà thơ tình phương Tây Ronsard có những vần thờ xa lạ với tư tưởng tôn giáo và khắc kỉ, thần bí của thơ ca Trung cổ, thấm đượm tinh thần lòng yêu đời, yêu người và sự khẳng định tình yêu là nguồn hạnh phúc tuyệt diệu trên trần thế cũng như tự do yêu đương là một trong những quyền căn bản của con người. Nhà văn Shakespeare cũng góp phần thể hiện những quan niệm yêu đương mới mẻ trong thời đại Phục hưng. Quyền tự do lựa chọn bạn đời, sự hấp dẫn về dung mạo, thể xác, vẻ đẹp chân chính của tình yêu ... là những đề tài chủ yếu của các vở Roméo và Juliet, Chàng thương gia thành Venise, Giấc mộng đêm hè, Đêm thứ mười hai.... nhìn chung văn học của thời đại Phục hưng đã đấu tranh cho những quyền lợi chính đáng của con người như quyền được ăn, uống, quyền được thụ hưởng những thú vui vật chất lẫn tinh thần và đặc biệt là quyền được đối xử bình đẳng và quyền tự do yêu đương.
Ở Brasil duy trì chế độ sở hữu nô lệ tới tận cuối thế kỷ 19, nó vừa mang tính chất lịch sử vừa là một nét văn hóa đời sống của dân tộc Brazil. Thời kỳ này đã truyền cảm hứng cho rất nhiều bộ phim truyền hình nổi tiếng, trong đó nổi bật nhất là Cô chủ nhỏ và Nô tì Isaura 
Cả hai bộ phim đều xoay quanh chủ đề nổi dậy của những người nô lệ da đen, đòi quyền sống, quyền tự do, bình đẳng, quyền tự do yêu đương và mưu cầu hạnh phúc.
Trong thời đại ngày nay, tình yêu nam nữ được cho là nhân tố quan trọng nhất để người ta tìm đến nhau, ước hẹn, kết hôn với nhau, khi những rào cản định kiến xã hội đang dần được gỡ bỏ. Xã hội phát triển, quan niệm đạo đức cũ thay đổi dần đã tạo điền kiện cho giới trẻ ngày càng được tự do yêu đương, được sống với cảm xúc thật của mình. Nhiều bạn trẻ đến với nhau không còn e dè, ngại ngùng "nam nữ thụ thụ bất thân".

## Một số tập tục
Ở Việt Nam, có nhiều vùng miền có những nét truyền thống độc đáo, đề cao sự tự do yêu đương như các phiên chợ tình, lễ hội, tập tục: Các phiên chợ tình Sa Pa ở Sapa, Chợ tình Khau Vai ở Hà Giang, trước đây chợ chỉ dành cho những đôi tình nhân lỡ duyên mỗi năm một lần gặp lại, có thể cả vợ cùng chồng dắt nhau xuống chợ, tuy họ là vợ chồng, chốc nữa họ bỏ nhau đi tìm người yêu cũ, vì một lý do nào đó mà trước kia họ không lấy được nhau. Chợ tình Mộc Châu ở Sơn La không chỉ là nơi hẹn hò của những đôi yêu nhau, của những người muốn tán tỉnh nhau mà còn là nơi để những người đã nên vợ nên chồng có thể hẹn gặp người yêu cũ của mình.
Lễ hội Trò Trám ở Phú Thọ, lễ hội về tình yêu, về sự nguyên thủy của con người, sự sinh sôi nảy nở, Lễ hội phồn thực Trò Trám nhằm gắn kết con người với cuộc sống lao động, ca ngợi tình yêu hạnh phúc lứa đôi. Ngày hội đập trống của người Ma Coong ở Quảng Bình với một đêm được tự do yêu đương, sống trong hoang sơ mà không phải băn khoăn các giới hạn, luật lệ.
Ngoài ra, người dân tộc người Thái ở huyện Mường Lát (Thanh Hóa) có tục ngủ thăm là phong tục thể hiện khát vọng tự do yêu đương, được tự do lựa chọn người bạn đời của mình. Khi trai gái đến tuổi trưởng thành, người con trai thường đến nhà người con gái để xin phép gia đình tìm hiểungười con gái mình đem lòng yêu. Sau quá trình tiếp xúc, nếu cả hai nảy sinh tình cảm, người con trai sẽ xin phép gia đình người con gái được ngủ thăm. Dân tộc Vân Kiều miền núi Quảng Bình có tục đi sim, tình tự, là nét đẹp văn hóa, là khát vọng tự do yêu đương của nam nữ thanh niên dân tộc Vân Kiều. Nam nữ trước khi tính đến chuyện hôn nhân phải trải qua quãng thời gian tìm hiểu, trong quá trình tìm hiểu có giai đoạn rất quan trọng chính là đi sim. Khi hai bên đã thấy tâm đầu ý hợp sẽ về báo với cha mẹ. Hai bên gia đình thống nhất, đám cưới sẽ được tiến hành theo nghi thức truyền thống. Người Mông cũng là dân tộc có phong tục tôn trọng tự do yêu đương.
Ở Trung Quốc có tục đổi váy của thiếu nữ thuộc tộc Di, sau khi trải qua nghi thức đổi váy ở tuổi trăng rằm, thiếu nữ dân tộc Di có quyền tự do yêu đương, thậm chí quan hệ ân ái rồi mới định ngày thành hôn. Nghi lễ đổi váy đánh dấu bước ngoặt lớn trong cuộc đời của người phụ nữ tộc Di. Khi được choàng lên mình bộ váy áo mới, cô gái có quyền tự do tìm kiếm người thương. Chỉ cần chàng trai môn đăng hộ đối và xa huyết thống là hai người được phép quan hệ. Tới khi cô gái có tin mừng, nhà trai sẽ chủ động tìm tới nhà gái, dâng lễ cưới và định ngày thành hôn.

## Một số ý kiến

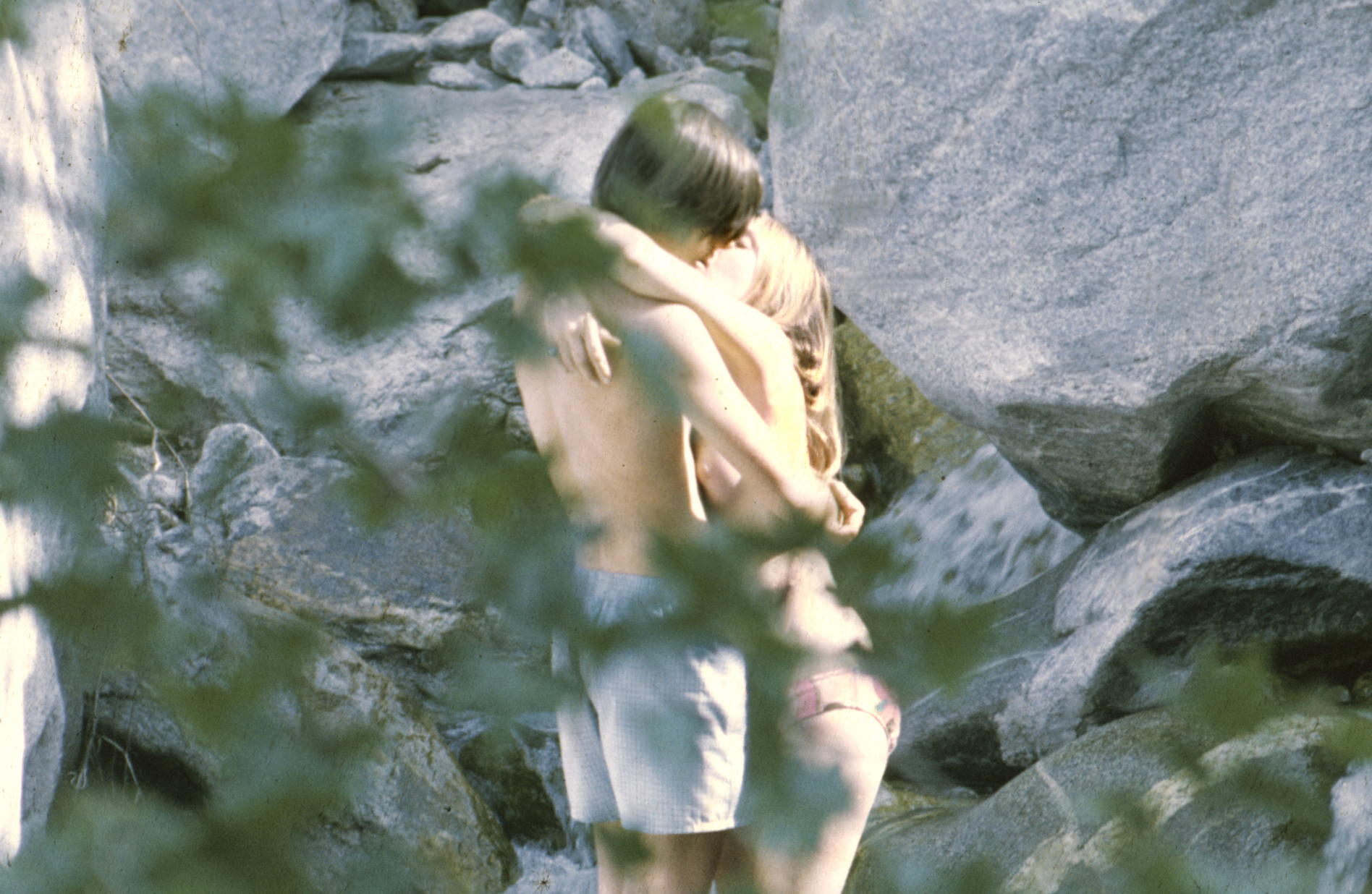
Cảnh một đôi nam nữ trẻ tuổi hôn nhau công khai trong công viên

Có ý kiến cho rằng tự do yêu đương thực tế cũng không có gì là xấu, cần phải ngăn chặn hay cấm đoán. Tuy nhiên có các ý kiến khác không ủng hộ việc tự do yêu đương một cách thái quá, thiếu hiểu biết cần thiết nhất là đối với giới trẻ. Tự do yêu đương không xấu, nhưng những hệ lụy của việc này mới đáng để suy nghĩ và cảnh báo.
Nhiều người cho rằng cần có lời khuyên cho giới trẻ, nên yêu ở lứa tuổi nào, ở giới hạn nào, và làm sao để yêu không mù quáng, sai lầm với những hậu quả đáng tiếc... Bởi lối yêu quá thoáng, quá tự do ẩn chứa những hệ lụy không nhỏ, mà chính những người trong cuộc lại gánh chịu hậu quả trước tiên. Những kết cục buồn của lối yêu đương "một cách hồn nhiên" để lại sự tổn thương rất lớn về thể xác và tâm hồn. Sống với nhau, trao cho nhau trọn vẹn là thế nhưng ít có mối tình nào đi đến hôn nhân. Tình yêu của họ thường bị tan vỡ khi phải đối diện với những hậu quả của nó.
Có sự lo lắng đó là do quan niệm, nhận thức về tự do yêu đương, về quan hệ tình dục trước hôn nhân của một số người chưa đầy đủ, chính xác, kể cả những kiến thức tình dục an toàn cũng chưa được quan tâm đúng mức. Tự do yêu đương, quan hệ trước hay sau hôn nhân, ở lứa tuổi nào, dù không có một chuẩn mực chung cho tất cả mọi người, vẫn luôn cần có một sự chuẩn bị tốt, cả về phương diện sức khỏe lẫn tin thần trách nhiệm với người yêu, gia đình và xã hội để không xảy ra những hậu quả đáng tiếc.
Có những bạn trẻ quan niệm sai lầm đồng nhất tình yêu với tình dục. Các bạn cho rằng đã yêu nhau là phải trao thân cho nhau, nhưng lại không suy tính gì đến hậu quả, trách nhiệm và nghĩa vụ trong tương lai. Có những mối quan hệ chỉ là sự rung động nhất thời nhưng các bạn trẻ đã vội ngộ nhận đó là tình yêu. Nhiều cô gái trẻ đã sa vào cạm bẫy của những tên Sở Khanh, lợi dụng tình yêu để chiếm đoạt thân xác họ. Ở thái cực ngược lại, những người yêu quá thoáng cũng khiến bạn tình e ngại vì không ai dám đảm bảo họ sẽ bỏ lối yêu thoáng ấy để làm một người chồng/vợ chung thủy.
Sự xuất hiện của virus chết người AIDS vào những năm 1980 đã giáng cú đòn mạnh vào tình yêu tự do. Nỗi sợ hãi virus có thể lây truyền qua đường tình dục đã được kết lại bằng một lá thư trên tờ tạp chí Time năm 1988, là một lời kêu gọi trở về với "Chúa Trời – nỗi sợ hãi - tìm về tiêu chuẩn đạo đức của ngày hôm qua".

## Thực trạng tại số quốc gia
Ở Việt Nam, thực tế là hầu hết giới trẻ hiện nay còn nhận thức quá sơ sài. Họ chỉ biết yêu, và yêu mà không biết làm thế nào để gìn giữ tình yêu đó, gìn giữ mối quan hệ đó tốt đẹp. Những kiến thức về giới tính, sinh sản, quan hệ tình dục an toàn vẫn còn ít, thậm chí là hệ lụy và tác hại to lớn của việc phá thai dù lớn, nhỏ cũng không biết... Họ ít được cung cấp thông tin một cách đầy đủ từ cha mẹ, nhà trường, các phương tiện truyền thông... Họ cũng chưa nhận thức đầy đủ trách nhiệm của mình, còn hiểu quá ít về nhau đã vội chán nhau, để rồi cuối cùng những hậu quả xảy ra.
Có những đôi yêu nhau trong lứa tuổi trung học, nhận thức xã hội, tâm lý, nhân cách và thể chất chưa đến độ chín, đã vội lao vào quan hệ tình dục, để rồi khi xảy ra những hậu quả thì không biết cách giải quyết mâu thuẫn và rồi tình yêu tan vỡ. Nhiều người bị vô sinh sau nhiều lần nạo phá thai. Nhiều người phải bỏ học giữa chừng để làm mẹ trong tuổi còn nhỏ nên không thể làm một bà mẹ chu đáo được. Người thì bị mặc cảm về sự thất tiết của mình mà không dám tiến đến với ai, cũng như bị nhiều người đàn ông từ chối lấy làm vợ.
Trong xã hội, có những người phụ nữ trượt dài trong tự do yêu đương dẫn đến buông thả, quan hệ không kiểm soát, họ cho rằng mình đã một lần trao thân, chẳng còn gì để mất, dù vậy quan điểm xã hội dù cho có thoáng đến đâu, thì trinh tiết và đức hạnh vẫn là những tiêu chí quan trọng trong việc đánh giá một người phụ nữ. Những người phụ nữ biết giữ trinh tiết tới khi kết hôn luôn được người chồng tôn trọng và đánh giá cao hơn những phụ nữ không làm được điều đó.
Chuyên gia tư vấn tâm lý Đinh Đoàn cho biết: "Chuyện tình yêu, hôn nhân là chuyện ảnh hưởng tới cả cuộc đời, nên không nhất thiết phải vội vã, nhanh chóng, chúng ta có đủ thời gian để làm những gì chúng ta muốn, nên đừng để phải rơi vào cảnh "sai lại sửa", như kiểu nháp vài lần rồi xé nháp. Ai cũng có một cuộc đời, đừng biến cuộc đời mình thành một chuỗi  "xé nháp"
Tại một số quốc gia, tự do yêu đương là tội lỗi và có thể bị trừng phạt. Tại Pakistan có những đôi bạn trẻ người Pakistan nếu lấy nhau mà không được sự đồng ý của cha mẹ và bộ tộc sẽ phải lĩnh án tử hình. Trong đó có những vụ điển hình là 3 thiếu nữ bị tộc trưởng chôn sống vì dám tự mình lựa chọn bạn đời, một vụ khác là một cô gái đã bị tộc trưởng thả đàn chó dữ đuổi cắn trước khi bị bắn chết cũng chỉ vì dám tự do yêu đương. Ở Ấn Độ có làng cấm phụ nữ tự do yêu đương,  cấm các cuộc hôn nhân tự nguyện cũng như buộc phụ nữ dưới 40 tuổi trong làng phải quấn khăn che mặt khi đi ra đường và không được đi ra khỏi nhà một mình vào chiều tối, cũng ở nước này đã có trường hợp một người thiếu nữ giết cha vì bị phản đối tự do yêu đương